# Campeonato Argentino de waterpolo
Es el torneo más prestigioso y tradicional del Waterpolo argentino. Marca el comienzo de la temporada oficial de la División de Honor del Water Polo Argentino desarrollándose durante todo un fin de semana en el que los 8 mejores equipos del año anterior buscan su lugar en la gran final que corona al Campeón Nacional.
Estos son los ganadores del Campeonato Argentino de Verano:
- 2023: Gimnasia y Esgrima de Rosario
- 2022: Gimnasia y Esgrima de Rosario
- 2021: Gimnasia y Esgrima de Rosario
- 2020: Suspendido
- 2019: Gimnasia y Esgrima de Buenos Aires
- 2018: Gimnasia y Esgrima de Rosario
- 2017: Gimnasia y Esgrima de Rosario (Triple Corona)
- 2016: Gimnasia y Esgrima de Rosario
- 2015: Gimnasia y Esgrima de Rosario (Triple Corona)
- 2014: Gimnasia y Esgrima de Rosario (Triple Corona)
- 2013: Gimnasia y Esgrima de Rosario
- 2012: Gimnasia y Esgrima de Rosario
- 2011: Gimnasia y Esgrima de Rosario (Triple Corona)
- 2010: Gimnasia y Esgrima de Rosario (Triple Corona)
- 2009: Club Atlético River Plate
- 2008: Gimnasia y Esgrima de Rosario
- 2007: Gimnasia y Esgrima de Rosario
- 2006: Gimnasia y Esgrima de Rosario
- 2005: Gimnasia y Esgrima de Rosario
- 2004: Gimnasia y Esgrima de Rosario
- 2003: Gimnasia y Esgrima de Rosario
- 2002: Gimnasia y Esgrima de Rosario
- 2001: Gimnasia y Esgrima de Rosario
- 2000: Club Atlético River Plate

- Datos: Q5742799